# Арутюнян Людмила Акопівна
Людмила Акопівна Арутюнян (13 листопада 1941, місто Єреван, тепер Вірменія) — вірменська і радянська діячка, соціолог, завідувач кафедри прикладної соціології, декан факультету соціології Єреванського державного університету. Член ЦК КПРС у 1990—1991 роках. Народний депутат СРСР (1989—1991). Кандидат економічних наук (1971), доктор філософських наук (1986), професор (1988).

## Життєпис
У 1958—1963 роках — студентка економічного факультету Єреванського державного університету.
У 1963—1976 роках — асистент, аспірант, старший викладач, доцент кафедри політичної економії Єреванського державного університету.
У 1967 році закінчила інститут підвищення кваліфікації Московського державного університету імені Ломоносова.
Член КПРС з 1973 року.
З 1974 по 1975 рік стажувалася в Паризькому університеті (Франція).
У 1976—1980 роках — завідувач лабораторії соціологічних досліджень Інституту філософії і права Академії наук Вірменської РСР.
У 1980—1984 роках — завідувач лабораторії соціологічних досліджень Єреванського державного університету.
У 1984—2003 роках — завідувач кафедри прикладної соціології Єреванського державного університету.
У 1994—1995 роках була запрошеним професором у Національному інституті демографічних досліджень у Парижі (Франція). У 1997—2000 роках читала лекції в Університеті Джорджа Мейсона, інституті аналізу та вирішення конфліктів (США, штат Вірджинія).
Одночасно з 1997 року — директор центру регіональної інтеграції та вирішення конфліктів Єреванського державного університету. З 1998 року — член незалежної дослідницької ради з міграції країн СНД та Балтії.
У 1998 році була кандидатом у президенти Вірменії. У 1998—2003 роках — засновник-голова вірменської партії «Гідне майбутнє». З 2004 року — президент громадської організації «Вірменський демократичний форум».
З 2001 року — член Американської соціологічної асоціації. З 2002 року — член групи соціальних фахівців Ради Європи.
У 2003—2010 роках — декан факультету соціології Єреванського державного університету.
У 2003—2006 роках була членом правління Міжнародної асоціації вчених нових незалежних держав (INTAS). У 2007—2010 роках була членом Комітету соціального права Ради Європи.
У 2008—2010 роках — запрошений професор Шведського коледжу провідних досліджень (SCAS). Почесний доктор Школи соціальної роботи Університету Коннектикуту (США).
Дослідження із соціології стосуються відтворення та руху населення, якості життя та способу життя, аналізу та вирішення конфліктів.

## Нагороди
- медаль «За заслуги перед Вітчизною» (Вірменія) І ст. (Вірменія) (2016)
- медаль Мовсеса Хоренаці (Вірменія) (1999)
- Золота медаль Єреванського державного університету (Вірменія) (2011)
- Золота медаль Міністерства освіти і науки Республіки Вірменія (Вірменія) (2009)
- орден Месропа Маштоца (Нагірний Карабах) (2018)
- медаль Мхітара Гоша (Нагірний Карабах) (2001)